# 北海道道92号斜里停車場線
北海道道92号斜里停車場線（ほっかいどうどう92ごう しゃりていしゃじょうせん）は、北海道斜里郡斜里町を通る道道（主要地方道）である。

## 概要
知床斜里駅から南東方向、国道244号・国道334号交点へ延びる路線である。

### 路線データ
- 起点：北海道斜里郡斜里町港町（JR北海道 釧網本線 知床斜里駅）
- 終点：北海道斜里郡斜里町豊倉（国道244号・国道334号交点）
- 総延長：2.201 km[1]
- 実延長：2.191 km[1]
- 重用延長：0.010 km[1]

## 歴史
- 1976年（昭和51年）8月31日 - 891号として路線認定[2]。
- 1993年（平成5年）5月11日 - 建設省から、道道斜里停車場線が斜里停車場線として主要地方道に指定される[3]。
- 1994年（平成6年）10月1日 - 路線番号を92号に変更[4]。

## 路線状況

### 重複区間
- 北海道道769号斜里停車場美咲線（斜里町港町 地内）

### 道の駅
- 道の駅しゃり

## 地理

### 通過する自治体
- オホーツク総合振興局
  - 斜里郡斜里町

### 交差する道路
斜里町

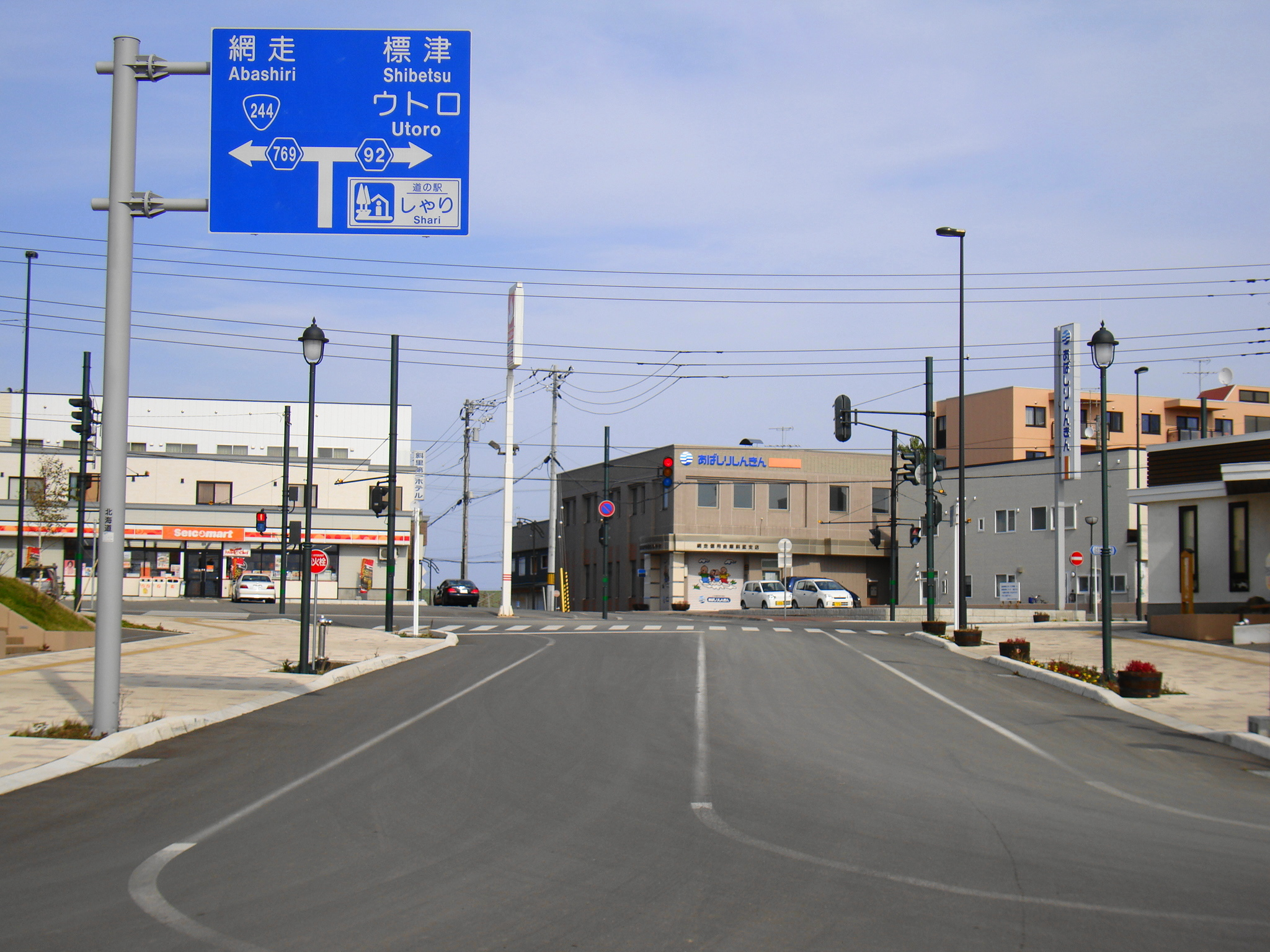
起点の様子

- 北海道道769号斜里停車場美咲線 - 港町
- 国道244号 - 豊倉（終点）
- 国道334号 - 豊倉（終点）

### 沿線にある施設など
斜里町
- JR北海道 釧網本線 知床斜里駅